# Helena Kołakowska-Przełomiec
Helena Pelagia Kołakowska-Przełomiec (ur. 19 października 1919 w Warszawie, zm. 30 stycznia 2010
) – polska prawniczka z tytułem profesora nauk prawnych, specjalizująca się w kryminologii, badaczka przestępczości osób nieletnich.

## Życiorys
W czasie II wojny światowej była żołnierzem Armii Krajowej, służyła w Biurze Informacji i Propagandy.
W 1949 ukończyła studia prawnicze na Uniwersytecie Warszawskim, następnie podjęła pracę w Zakładzie Kryminologii Katedry Prawa Karnego UW. Od 1955 była pracownikiem Instytutu Nauk Prawnych PAN, w Zakładzie Kryminologii, tam obroniła pracę doktorską Problematyka recydywy nieletnich w świetle badań 500 nieletnich recydywistów. W 1978 habilitowała się na podstawie pracy Przestępczość i nieprzystosowanie społeczne nieletnich przestępców w genezie przestępczości dorosłych, za którą otrzymała nagrodę w konkursie pisma Państwo i Prawo. W 1986 otrzymała tytuł profesora nadzwyczajnego, w 1990 tytuł profesora zwyczajnego. 
W latach 1950–1960 była społecznym kuratorem dla nieletnich, w 1962 ukończyła aplikację sądową i zdała egzamin sędziowski.
Była członkiem komitetu założycielskiego Polskiego Towarzystwa Kryminologicznego im. prof. Stanisława Batawii.
Była odznaczona Krzyżem Armii Krajowej, Srebrnym Krzyżem Zasługi z Mieczami, Warszawskim Krzyżem Powstańczym, Krzyżem Kawalerskim (1981) i Krzyżem Oficerskim (1996) Orderu Odrodzenia Polski.
Pochowana na cmentarzu Powązkowskim (kw. 224-4-30).